# Salomon Neumann
Pour les articles homonymes, voir Neumann.
Salomon Neumann (né le 22 octobre 1819 à Pyritz, mort le 20 septembre 1908 à Berlin) est un médecin allemand.

## Biographie
Salomon Neumann est le quatrième des huit enfants du détaillant Hirsch Zwi Neumann et de Betty Bela. Son frère Julius est devenu un fabricant de cigares, son neveu Hugo Neumann un pédiatre important à Berlin. Un autre neveu de Salomon Neumann est le bibliophile Gotthilf Weisstein (de).
Salomon Neumann étudie la médecine à Berlin et est promu en 1842 à Halle. Il poursuit ensuite ses études à Vienne et à Paris avant de devenir médecin généraliste à Berlin en 1845.
Avec son ami Rudolf Virchow, Neumann appartient aux médecins démocrates radicaux qui participent activement à la révolution de 1848.
Il est député de l'Assemblée de la ville de Berlin de 1858 à 1905. En 1861, Neumann réorganise le recensement pour le compte de la ville de Berlin et établit de nouveaux standards scientifiques. Plusieurs milliers de volontaires recueillent non seulement des données démographiques mais aussi sociales, que Neumann et ses amis politiques utilisent pour la reconstruction sociale et hygiénique de la ville.
Pour ses nombreuses publications dans le domaine des statistiques médicales, la participation à la commission sanitaire et ses services au recensement, il reçut en 1870 le titre de médecin.
Neumann est membre de l'Alliance israélite universelle, son représentant et président d'honneur du comité berlinois.
Il est un ami de Leopold Zunz, l'un des fondateurs de la Wissenschaft des Judentums. Neumann crée en 1864 une fondation pour soutenir l'œuvre de Zunz. En 1872, il est un fondateur de la Hochschule für die Wissenschaft des Judentums, membre du conseil d'administration puis président de 1895 à 1905.
En 1880, Neumann intervient dans la prétendue controverse antisémite de Berlin (de) provoquée par Heinrich von Treitschke. Son étude démographique sur la fable de l'immigration de masse juive réfute les affirmations de Treitschke par des moyens statistiques.
Neumann fonde en 1906 la Salomon-Neumann-Stiftung für die Wissenschaft des Judentums, qui notamment soutient financièrement la recherche du philosophe Benzion Kellermann (de). Le conseil d'administration de la fondation comprend d'importantes personnalités de la classe moyenne éduquée juive allemande : Felix Liebermann (de) président du conseil d'administration, Hermann Cohen, Salomon Kalischer, Leo Baeck et le neveu de Neumann, Hugo Neumann. En 1938, les actifs immobiliers de la fondation sont aryanisés ; en 1940, la fondation est officiellement affiliée à la Reichsvereinigung der Juden in Deutschland (de) et ainsi formellement dissoute.
La Société allemande pour la médecine sociale et la prévention (de) décerne des mérites spéciaux pour la médecine préventive et sociale depuis 1986 avec la médaille Salomon Neumann.